# Цитоархитектоническое поле Бродмана 5

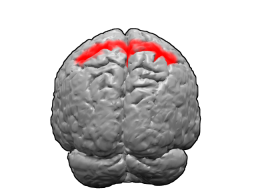
5-е цитоархитектоническое поле Бродмана

Цитоархитектоническое поле Бродмана 5 — область коры больших полушарий головного мозга, которая располагается в верхней теменной дольке позади постцентральной извилины. Является вторичной соматосенсорной зоной. При поражении у человека возникает астереогноз.

## Гистология

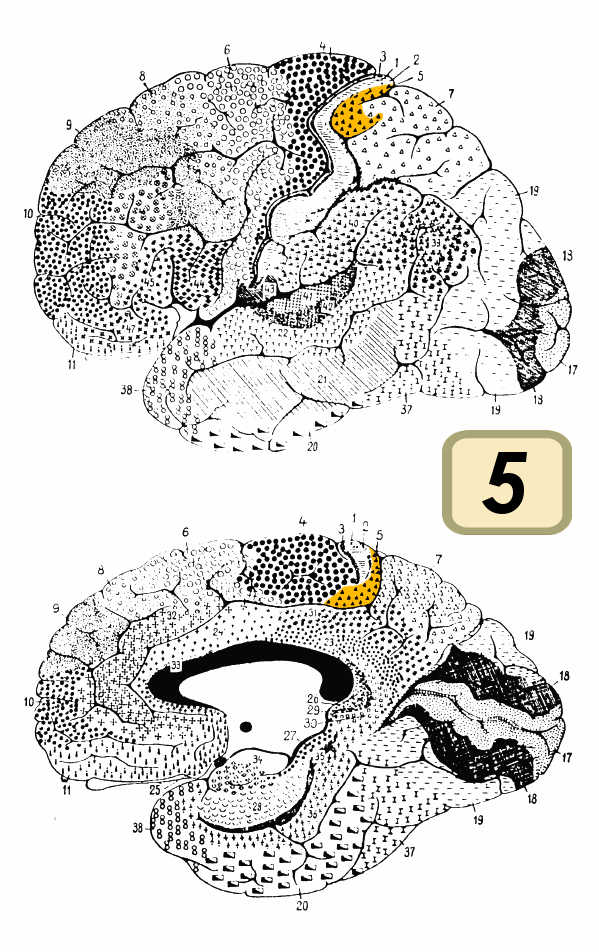
5-е цитоархитектоническое поле Бродмана

В 1909 году немецкий невролог Корбиниан Бродманн опубликовал карты цитоархитектонических полей коры больших полушарий головного мозга. 5-е поле располагается в области верхней теменной дольки, позади постцентральной извилины.
Особенности гистологического строения 5-го цитоархитектонического поля Бродмана:
- развитый внутренний зернистый (IV) слой и слой пирамидальных нейронов (III)
- недостаточно выраженный ганглионарный (V) слой
- чёткая граница между V и VI (мультиформным) слоями не содержащая нервных клеток

## Функция исемиотикапоражения
5-е цитоархитектоническое поле Бродмана получает информацию в основном из первичной соматосенсорной зоны, располагающейся в постцентральной извилине и представленном полями 3, 1 и 2. Во вторичных зонах (в том числе и 5-м поле Бродмана) происходит анализ и детальная обработка информации поступившей в первичные зоны". В 5-м поле развиты те участки, которые ответственны за получение информации (IV слой) и передачу её в другие отделы коры (III слой — аксоны нервных клеток которого формируют ассоциативные и комиссуральные волокна).
В 5-м и 7-м полях происходит анализ и обработка поступившей в постцентральную извилину информации как о глубокой так и поверхностной чувствительности. Данные поля обеспечивают стереогноз — узнавание предметов на ощупь.
Поражение 5-го цитоархитектонического поля Бродмана характеризуется возникновением истинного астереогноза — нарушения способности узнавать предмет на ощупь, не связанное с нарушением чувствительности пальцев кисти. Человек чётко определяет свойства предмета: «твёрдый» или «мягкий», «холодный» или «тёплый», «гладкий» или «рельефный» и др. При этом он утрачивает способность проанализировать полученную информацию и определить сам предмет.